# Daddy Cool (chanson de Boney M.)
Pour les articles homonymes, voir Daddy Cool.
Singles de Boney M.
Baby Do You Wanna Bump
(1975) Sunny
(1976)
Daddy Cool est une chanson du groupe Boney M. parue sur l'album Take the Heat off Me et sortie en single en 1976.
La chanson est le premier succès international du groupe.